# Gabriela Alves
Gabriela Storace Alves (née le 1er janvier 1972  à Rio de Janeiro) est une actrice brésilienne.

## Filmographie

### Cinéma
- 1994 : Era Uma Vez... d'Arturo Uranga